# Liu Yifei
Liu Yifei (chino:刘亦菲, pinyin:Liú Yìfēi, léase:Lióu I-féi; nacida como An Feng 安风, Wuhan, Hubei, 25 de agosto de 1987), también conocida por su nombre occidental Crystal Liu, es una actriz y cantante china nacionalizada estadounidense.
En 2020, Liu se dio a conocer entre el público internacional por interpretar al personaje principal en la película Mulan de Walt Disney Pictures. El papel le valió nominaciones a un Critics' Choice Super Awards, un Nickelodeon Kids' Choice Awards y un premio saturn.

## Primeros años
Liu Yifei nació en el Hospital Tongji en Wuhan, Hubei como An Feng (安风), siguió el apellido de su padre An. Ella es hija única. Su padre es An Shaokang (安少康), primer secretario de la Embajada de China en Francia y profesor universitario de lengua francesa de Pekín, y su madre es Liu Xiaoli (刘晓莉), bailarina e intérprete de teatro de Hubei. Sus padres se divorciaron cuando ella tenía 10 años y fue criada únicamente por su madre. Ese mismo año, adoptó el apellido de su madre y cambió su nombre a "Liu Ximeizi" (刘茜美子).
En 1997, cuando Liu Yifei tenía 10 años, ella y su madre se emigraron a Estados Unidos. Vivió en Queens, Nueva York, donde asistió a la Escuela Secundaria Louis Pasteur 67. En 2002, regresó a China para seguir una carrera como actriz y tomó el nombre artístico de "Liu Yifei" (刘亦菲). Varias semanas después de regresar a China, Liu Yifei fue aceptada en el instituto de actuación de la Academia de Cine de Pekín a los 15 años y se graduó en 2006.

## Carrera Profesional

### 2003 - 2006: Popularidad creciente
Inmediatamente después de su admisión en la Academia de Cine de Pekín, Liu Yifei recibió ofertas para protagonizar varias series de televisión. Su primera aparición en televisión fue en el drama romántico de época "La historia de una familia noble" (2003), basada en la novela homónima de Zhang Henshui. La serie logró las calificaciones más altas en CCTV y críticas positivas de la audiencia. El mismo año, fue elegida por Zhang Jizhong para interpretar a Wang Yuyan en "Demi-Gods and Semi-Devils", una adaptación de la novela wuxia de Jin Yong del mismo título. La serie fue transmitida en Taiwan y alcanzó una calificación de 5.69, convirtiéndose en el drama chino de mayor audiencia en Taiwan. El papel de Liu Yifei como la hermosa Wang Yuyan le valió el apodo de "Fairy Sister" por los medios y los fanáticos.
En 2005, Liu Yifei protagonizó "Chinese Paladin", interpretando a Zhao Linger, un drama de acción y fantasía adaptado del juego de rol The Legend of Sword and Fairy. El drama se ganó un culto de seguidores y solidificó su popularidad en China.
Después de que se emitió el drama, Liu Yifei ganó elogios por su actuación y rápidamente experimentó un aumento en popularidad. El mismo año, fue elegida como la "Diosa del Águila Dorada" en el sexto Festival de Arte de China Golden Eagle TV.

### 2008 - 2013: Transición al cine
Después de lograr el éxito en la televisión, Liu Yifei se aventuró a la pantalla grande. En 2007, se unió a William Morris Agency (WMA) y posteriormente fue elegida para su primera producción de Hollywood, "The Forbidden Kingdom". Interpretó a Golden Sparrow, una huérfana que busca venganza contra el asesino de sus padres.
A partir de entonces, protagonizó la comedia romántica "Love in Disguise" (2010) junto al cantante y actor taiwanés Wang Leehom.
En 2011, protagonizó la película de fantasía sobrenatural "A Chinese Ghost Story", adaptada de Strange Stories de un estudio chino ; el mismo año, fue elegida como Wu Qing (Emotionless) en la película wuxia de Gordon Chan, "The Four", adaptada de serie de novelas Woon Swee Oan The Four Great Constables. Posteriormente repitió su papel en otras dos entregas de la serie de películas.
Liu Yifei ganó el premio a la Mejor Actriz en el 5° Festival Internacional de Cine de Macao por su papel de Lingju y Diaochan en la película histórica "The Assassins" (2012).

### 2014 - presente: Colaboraciones internacionales y reaparición televisiva
En 2014, Liu Yifei colaboró con el actor y cantante coreano Rain para la película romántica, "For Love or Money", basada en la novela homónima de 2006 de la novelista de Hong Kong Amy Cheung.

En 2015, Liu Yifei protagonizó "The Third Way of Love". Su actuación en la película la llevó a ganar el premio a la actriz más esperada en la 16a edición de los Chinese Film Media Awards. El mismo año, fue nombrada la primera embajadora china de Dior Prestige y se convirtió en embajadora mundial de Tissot. 
Hice un festival de cine CC (Liu Yifei) para mí y vi que sus obras tenían momentos de impacto en su actuación. Eso me convenció de que sería perfecta para el papel (actriz principal en "La viuda china"). Cuando tienes dos actores como CC y Emile, sabes que son tan inteligentes y talentosos, así que es...

—Director ganador de un premio de la Academia Bille August
En 2016, Liu protagonizó la película romántica "Night Peacock", una coproducción chino-francesa dirigida por Dai Sijie. Luego protagonizó la película de romance juvenil "So Young 2: Never Gone".
En 2017, Liu protagonizó la película de fantasía romántica "Once Upon a Time" del galardonado director Anthony LaMolinara y Zhao Xiaoding. También protagonizó la película histórica "The Chinese Widow" dirigida por Bille August. La película se estrenó Yifei en el Festival Internacional de Cine de Shanghái como película de apertura y Liu fue nominada como Mejor Actriz. El mismo año, Liu se reunió con su coprotagonista de White Vengeance, Feng Shaofeng, en la película de comedia de fantasía "Hanson and the Beast".
El 29 de noviembre de 2017, Liu Yifei fue elegida como Mulan en la adaptación de acción en vivo de la película animada de Disney de 1998 "Mulan". El mismo año, Liu yifei protagonizó a Lu mansheng en la serie "Southern Mist House Records".
En 2020 se estrenó la película de acción real de Disney "Mulan", en el que interpreta a la heroína Hua Mulan. Además, Liu Yifei también cantó la canción "Reflection" en versión inglés y chino.
En 2022, se transmitió la serie "Un sueño de esplendor", Liu Yifei interpretó a Zhao Pan'er en el drama. Liu Yifei fue nominada al 35º Premio Huading a la Mejor Actriz entre los 100 mejores dramas televisivos chinos por su actuación en el drama y ganó el Premio a la Mejor Actriz en el 13º Festival Internacional de Televisión de Macao. 
En 2023, Liu Yifei protagonizó el drama "Conocete a ti mismo", en el que interpreta a una ex gerente de recepción del hotel de cinco estrellas Xu Hongdou; el 24 de noviembre, Disney anuncia que Liu Yifei dará voz en la versión china de la película animada de Disney "Wish: el poder de los deseos" a la protagonista Asha.
En 2024, se transmitió la serie "The Tale of Rose" en CCTV8 y Tencent Video. El drama es una adaptación de la novela de Yi Shu, Liu Yifei interpreta a Huang Yimei.

## Filmografía

### Películas
| Año  | Título                 | Título Chino         | Personaje                              | Notas |
| ---- | ---------------------- | -------------------- | -------------------------------------- | ----- |
| 2004 | Love of May            | 五月之恋             | Zhao Xuan                              |       |
| 2004 | The Love Winner        | 喜歡你喜歡我         | Jin Qiaoli                             |       |
| 2006 | Abao's Story           | 阿宝的故事           | Xixi                                   | Cameo |
| 2008 | El reino prohibido     | 功夫之王             | Gorrión Dorado, Chica del Barrio Chino |       |
| 2010 | Love in Disguise       | 恋爱通告             | Song Xiaoqing                          |       |
| 2011 | A Chinese Ghost Story  | 倩女幽魂             | Nie Xiaoqian                           |       |
| 2011 | White Vengeance        | 鸿门宴               | Consort Yu                             |       |
| 2012 | The Four               | 四大名捕             | Wu Qing                                |       |
| 2012 | The Assassins          | 铜雀台               | Lingju / Diaochan                      |       |
| 2013 | The Four II            | 四大名捕2            | Wu Qing                                |       |
| 2014 | The Four III           | 四大名捕3            | Wu Qing                                |       |
| 2014 | For Love or Money      | 露水红颜             | Xing Lu                                |       |
| 2015 | Outcast                | 白幽灵传奇之绝命逃亡 | Zhao Lian                              |       |
| 2015 | The Third Way of Love  | 第三種愛情           | Zou Yu                                 |       |
| 2016 | Night Peacock          | 夜孔雀               | Elsa                                   |       |
| 2016 | So Young 2: Never Gone | 原来你还在这里       | Su Yunjin                              |       |
| 2017 | Once Upon a Time       | 三生三世十里桃花     | Bai Qian / Si Yin / Su Su              |       |
| 2017 | The Chinese Widow      | 烽火芳菲             | Ying                                   |       |
| 2017 | Hanson and the Beast   | 二代妖精             | Bai Xianchu                            |       |
| 2020 | Mulan                  | 花木兰               | Hua Mulan                              |       |

### Televisión
| Año  | Título                             | Título Chino | Personaje          | Notas |
| ---- | ---------------------------------- | ------------ | ------------------ | ----- |
| 2003 | The Story of a Noble Family        | 金粉世家     | Bai Xiuz           |       |
| 2003 | Demi-Gods and Semi-Devils          | 天龙八部     | Wang Yuyan         |       |
| 2005 | Chinese Paladin                    | 仙剑奇侠传   | Zhao Ling'er       |       |
| 2005 | Doukou Nianhua                     | 豆蔻年华     | Teacher Xiao Zhao  | Cameo |
| 2006 | The Return of the Condor Heroes    | 神鵰俠侶     | Xiaolongnü         |       |
| 2022 | A Dream of Splendor (Meng Hua Lu)  | 梦华录       | Zhao Pan'Er        | [ 2 ] |
| TBA  | Records of the Southern Mist House | 南烟斋笔录   | Lu Mansheng        |       |
| 2023 | Meet yourself                      | 去有风的地方 | Xu Hongdou         |       |
| 2024 | The Tale of Rose                   | 玫瑰的故事   | Huang Yimei (Rose) |       |

### Programas de variedades
| Año  | Programa   | Canal    | Notas                             |
| ---- | ---------- | -------- | --------------------------------- |
| 2015 | Day Day Up | Hunan TV | invitado, junto a Song Seung-heon |

### Revistas / sesiones fotográficas
| Año  | Título       | Notas                  |
| ---- | ------------ | ---------------------- |
| 2020 | Vogue China  | (publicación de abril) |
| 2020 | Tissot Suiza | año 2020               |

### Endosos
| Año  | Título (Marca) | Notas                                                                   |
| ---- | -------------- | ----------------------------------------------------------------------- |
| 2019 | Chaumet        | (Embajadora de la joyería)                                              |
| 2019 | Emporio Armani | (portavoz de la marca en las regiones de la Gran China y Asia Pacífico) |

## Discografía

### Álbumes
| Información del álbum | Lista de canciones | Notas         |
| --- | --- | ------------- |
| Título: Liu Yifei Discográfica: Sony BMG Music Entertainment (Hong Kong) Limitado Fecha de lanzamiento: 31 de agosto de 2006 | 1. 泡芙女孩 2. 就要我滋味 3. 心悸 4. 幸运草 5. 放飞美丽 6. 世界的秘密 7. 一克拉的眼泪 8. 做你的秒钟 9. 毛毛雨 10. 爱的延长赛                                                                                                | Álbum chino   |
| Título: All My Words Discográfica: Sony Music Entertainment Japan Fecha de lanzamiento: 6 de septiembre de 2006              | 1. 真夜中のドア 2. 恋する週末 3. HAPPINESS 4. 愛のミナモト 5. どこまでも ひろがる空に向かって 6. テノヒラノカナタ 7. My sunshiny day 8. 世界の秘密 9. CLOSE TO ME 10. 月の夜 11. スピード 12. Pieces of my words ～言の花～ | Álbum japonés |

### Sencillos
| Información del álbum                                                                                           | Lista de canciones                                                                    | Notas         |
| --- | ------------------------------------------------------------------------------------- | ------------- |
| Título: Mayonaka no Door Discográfica: Sony Music Entertainment Japan Fecha de lanzamiento: 19 de julio de 2006 | 1. 真夜中のドア 2. brightly 3. 真夜中のドア (Instrumental) 4. brightly (Instrumental) | Álbum japonés |

### Bandas sonoras
| Year | English title                                | Chinese title    | Album                                      | Notes                                                  |
| ---- | -------------------------------------------- | ---------------- | ------------------------------------------ | ------------------------------------------------------ |
| 2006 | I Want My Taste                              | 我要我的滋味     | [NA]: {{{1}}}                              | theme song for Yili milk                               |
| 2011 | Lan Ruo's Lyrics                             | 兰若词           | [NA]: {{{1}}}                              | theme song for video game A Chinese Ghost Story Online |
| 2011 | Song of Chu                                  | 楚歌             | White Vengeance OST                        | with Feng Shaofeng                                     |
| 2012 | Dreams Won't Die                             | 梦不死           | The Four OST                               | with Deng Chao, Ronald Cheng & Collin Chou             |
| 2012 | Waiting For Snow                             | 等雪来           | The Assassins OST                          | with Chow Yun-fat                                      |
| 2013 | Letting Go                                   | 放下             | The Four II OST                            |                                                        |
| 2016 | Still Here                                   | 还在这里         | So Young 2: Never Gone OST                 | with Reno Wang                                         |
| 2017 | Three Lifetimes, Ten Miles of Peach Blossoms | 三生三世十里桃花 | Once Upon a Time OST                       | with Yang Yang                                         |
| 2020 | Reflection                                   | 自己             | Mulan (Original Motion Picture Soundtrack) |                                                        |

## Premios y nominaciones
| Año  | Categoría    | Premio                                                      | Trabajo          | Resultado |
| ---- | ------------ | ----------------------------------------------------------- | ---------------- | --------- |
| 2017 | Best Actress | China Film Week in Tokyo & Okinawa - 2nd Golden Crane Award | Once Upon a Time | Ganó      |
| 2017 | Best Actress | 9th Macau International Movie Festival                      | Once Upon a Time | Nominada  |